# Драйлендерэк

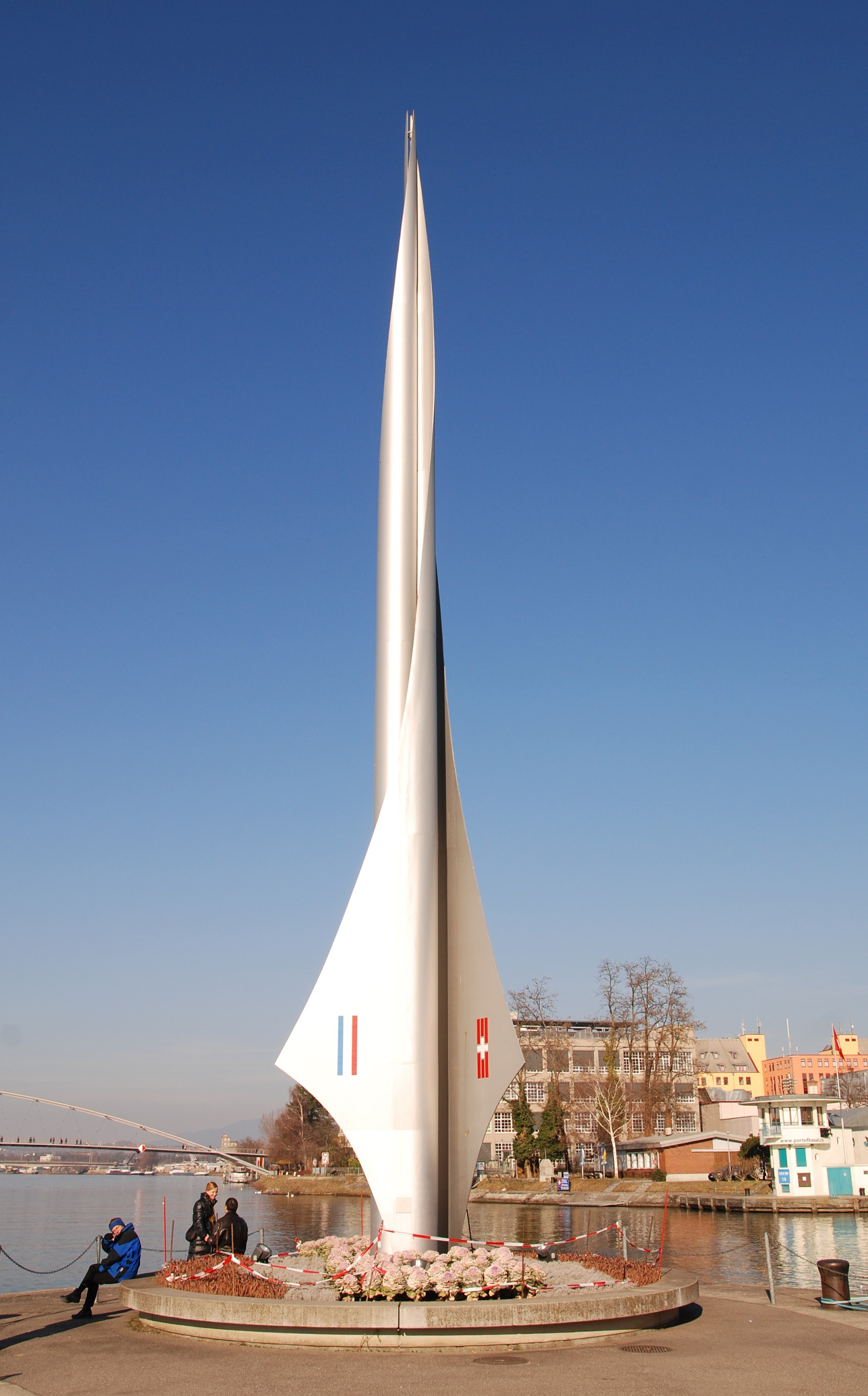
Драйлендерэк

Драйле́ндерэк (фр. Le Dreiländereck; нем. Dreiländereck) — памятник, символизирующий пограничный стык в географической точке, в которой сходятся государственные границы трёх государств, Германии, Франции и Швейцарии. Находится в Базеле, в Швейцарии.

## Расположение
Пограничный стык Германии, Франции и Швейцарии расположен в центре Рейна, к северу от Базеля. Памятник-символ находится на швейцарской почве, в 150 метрах к юго-востоку от края полуострова.